# アドバンテッジ パートナーズ
株式会社アドバンテッジパートナーズ（英: Advantage Partners Inc.）は、日本の投資会社。ベイン・アンド・カンパニー出身の2名によって設立されたプライベート・エクイティ・ファンドである。
ダイエー再生への関与やポッカコーポレーション（現・ポッカサッポロフード&ビバレッジ）のMBOなどの成果がある。

## 沿革
- 1992年12月17日 - 株式会社アドバンテッジ パートナーズとして創業。
- 2005年9月13日 - 有限責任事業組合に組織変更。
- 2015年4月1日 - 株式会社アドバンテッジ パートナーズに組織変更。

## 主な投資関与企業
（2015年3月現在）
- 株式会社BMBミニジューク（BMBの子会社で2002年に吸収合併。2010年にエクシングに吸収合併され法人格消滅）
- 富士機工電子株式会社（現在はキョウデングループ）
- 株式会社ポリゴンピクチュアズ
- アイクレオ株式会社（元ワイス（旧・ワイスレダリー）グループ。現在は江崎グリコグループ）
- 株式会社キスコソリューション（元カネボウグループ。ブレイニーワークスへ社名変更後、2009年に電通国際情報サービスに吸収合併され法人格消滅）
- 株式会社ひらまつ
- 株式会社アイコテクノロジー（旧・日本重化学工業から一部事業を引き継ぎ独立。現在のワークスソリューションズ（ワークスアプリケーションズグループ））
- 株式会社アクタス（元ミネベアグループ。コクヨファニチャーや積水ハウスなどに売却。現在はコクヨが実質的に経営権を主導）
- 株式会社キーポート・ソリューションズ
- 国内信販株式会社（2004年に楽天へ売却後、2011年に会社分割を経てKCカード（現・楽天カード）へ。再度の会社分割を経て現在はJトラストカード（Jトラストグループ））
- 弥生株式会社（ライブドア（のちLDH）グループを経てMBKパートナーズ（朝鮮語版、英語版）によりセカンドMBOへ。現在はオリックスグループ）
- 株式会社星電社（後にマツヤデンキ及びサトームセン[2]と経営統合。現在はヤマダ電機傘下）
- 小倉興産株式会社（元住友金属グループ。2006年にアパマンショップホールディングスへ吸収合併され法人格消滅[3]）
- 株式会社日本海水（元親会社の旭化成から旧新日本ソルトと旧赤穂塩水を買収し合併。現在はエア・ウォーターグループ）
- ウイングアーク テクノロジーズ 株式会社（現・ウイングアーク1st、翼システムより業務用ソフトウェア事業を引き継ぎ独立）
- 株式会社ダイエー（丸紅・イオン株式会社とともに主要株主を構成、後に売却。）
- 株式会社ポッカコーポレーション（2006年にMBOによる大手企業の上場廃止で話題となった。後に明治製菓（現・Meiji Seika ファルマ）・サッポロHDと資本・業務提携を締結し、2011年にサッポロHDの連結子会社となる。2013年にポッカサッポロフード&ビバレッジへ吸収合併）
- カネボウ株式会社（現・クラシエホールディングス、MKS、ユニゾン、花王と連合。現在はホーユーの完全子会社[4]）
- レックス・ホールディングス（MBOにて非上場化。2012年にコロワイドの連結子会社となる。現在のレインズインターナショナル）
- かざかフィナンシャルグループ（旧ライブドアフィナンシャルホールディングス、企業再生の目途立たずのちにグループ解体へ）
- 株式会社日本コンラックス（旧・日本コインコ、親会社のMex, Inc.とともにマースグループから資本独立）
- 株式会社クレッジ（109系アパレルSPA、LIP SERVICE、JSG、Ji.maxx、LAGUSTなどのヤングカジュアルブランドをジョー・インターナショナル株式会社より事業譲受）
- 株式会社東京スター銀行（上場銀行初のTOBによる非上場化案件。現在は台湾大手の中国信託商業銀行の傘下）
- 株式会社コメダ（2013年にMBKパートナーズ傘下へ）
- ウィルコム（PHS系通信サービス、倒産時に買収したが売却しソフトバンクグループの一員となる。2014年にイー・アクセス（現在のY!Mobile）に吸収合併され法人格消滅）
  - Wireless City Planning（ワイアレス・シティ・プランニング、通信サービス、前者のウィルコムから本業のPHS関連事業以外の通信サービスを分割して新設）
- 勤十縁（香港証取上場企業、中国の国内メディア広告媒体制作企業）
- インタラック（語学研修・外国語関連教育サービス企業）
- ハイセンス・ブロードバンド・マルチメディア・テクノロジーズ（中国の新興通信機部品メーカー）
- GTAテレグアム（米領グアムの通信企業最大手）
- 株式会社メガネスーパー（上場は維持しているものの実質買収、2012年買収時にロゴタイプ一新）
- 株式会社やすらぎ（現・カチタス、中古住宅再生専業の不動産会社。2017年に株式上場）
- ユナイテッド・シネマ株式会社（映画興行会社、シネマコンプレックスの運営等、住商グループから買収。2014年にローソンHMVエンタテイメント傘下となる）
- シネプレックス（映画興行会社、シネマコンプレックスの運営等、角川グループから買収。2013年にユナイテッド・シネマに吸収合併され法人格消滅）
- 株式会社ザクティ（デジタルカメラOEMメーカー。旧・三洋DIソリューションズを三洋電機から買収）
- 株式会社ほくおうサービス（介護事業）
- 株式会社りらく（リラクゼーションスペースの運営。現在はCI導入を実施し「りらくる」へ屋号変更）
- 株式会社レイ・カズン（婦人服、雑貨の企画・製造・卸・販売）
- 株式会社カスタマーリレーションテレマーケティング（コールセンター運営）
- 株式会社エフ・エム・アイ（厨房機器の輸入販売）
- ライフリビング株式会社（元SBIホールディングス傘下、現在はレオパレス21傘下）
- ファスフォードテクノロジ株式会社（元日立ハイテクノロジーズ傘下、半導体後工程製造装置メーカー）
- フクバデンタル株式会社（デンタル製品メーカー）
- 株式会社やる気スイッチグループホールディングス（総合教育サービス。個別指導塾・学習塾「スクールIE」などの運営。2023年6月にTBSホールディングスに売却）[5]
- キューサイ（青汁、サプリメント等の製造販売。ユーグレナ、東京センチュリーと組んでコカ・コーラボトラーズジャパンホールディングスから買収）